# 矢狀嵴
矢狀嵴是一道沿着颅骨顶部中线（矢状缝）的脊状的骨头。许多哺乳动物和爬行动物有这样的颅骨结构。这个结构一般表示这些动物有非常强健的咀嚼肌。矢狀嵴主要用来固定颞肌，它是最重要的咀嚼肌之一。因此矢狀嵴的发达一般被看作是颞肌发达的标志。一般矢狀嵴在动物幼小时与颞肌同时发育，其结果是颞线逐渐会聚和突出。一般来说需要有力地咬和用牙齿撕扯的成年动物有矢狀嵴，因此矢狀嵴与它们的捕食行为有联系。一些恐龙（包括暴龙）的颅骨有很发达的矢狀嵴。在哺乳动物中狗、猫、狮子和许多其它肉食动物拥有矢狀嵴。但是一些吃树叶的动物包括貘和一些猴类也有矢狀嵴。一些体形非常强壮的人科动物有矢狀嵴，包括一些早期的人族动物（傍人）。雄性的大猩猩和猩猩有明显的矢狀嵴，但是雄性的黑猩猩没有。培育孟加拉貓的人报道说孟加拉貓的矢狀嵴发育状态不同，比较大的猫比较趋向于有矢狀嵴。
在人的进化过程中所发现的最大的矢狀嵴是一具埃塞俄比亞傍人颅骨上的，其编号为。埃塞俄比亞傍人是至今为止发现的人族最早的前辈和最老最强壮的南猿。埃塞俄比亞傍人的矢狀嵴似乎说明它们咀嚼力非常强，同一颅骨上的臼齿也相应地大。